# Le Coq d'or (conte)
Pour les articles homonymes, voir Coq d'or.
Le Conte du coq d'or (« Сказка о золотом петушке » en russe, romanisé en « Skazka o zolotom petushke ») est le dernier Conte de fées littéraire russe (ru) en vers du romancier russe Alexandre Pouchkine, en 1834.

## Résumé
Dans sa jeunesse, le tsar Dadon (ru) passait son temps à agresser ses voisins. Lorsqu’il a vieilli et a décidé de faire une pause dans les affaires militaires, les voisins, à leur tour, ont commencé à l’attaquer, lui causant de terribles dommages. Lorsqu'il se défendait au sud, des voisins l'attaquaient à l'est par la mer. Il se tourna alors vers un homme sage, astronome et eunuque pour obtenir de l’aide.
Il lui offrit un coq d’or magique posé sur une aiguille. Si le pays est calme, il s’assiéra tranquillement, et en cas de danger, il pousse son cri et indique la direction de l'attaque. En récompense de ce service, le roi promit au sage d’accomplir sa première volonté. Grâce aux avertissements du coq, les voisins cessèrent d’attaquer le royaume de Dadon.
Après deux ans de vie paisible, il se fait réveiller par un de ses voïvodes, qui lui annonce que le coq crie soudain de plus belle en se tournant vers l’est. D’abord, le tsar envoya son fils aîné avec une armée pour découvrir ce qui se passait. Mais n'ayant pas de nouvelles huit jours plus tard et comme le coq cria de nouveau, il envoya le plus jeune avec une autre armée. Toujours huit jours plus tard, il n’eut aucune autre nouvelle et le coq se remit à crier.
Dadon partit donc lui-même avec une armée et, au bout de huit jours de marche, ils arrivèrent dans un défilé au milieu d'une zone montagneuse. Il y vit une tente de soie au milieu des armées envoyées gisant sur le sol, au milieu de chevaux errant au milieu de l'herbe ensanglantée ; au milieu d'eux, il découvrit ses fils, sans haubert ni heaume, transpercés par leur propre épée ! Alors qu'il se lamentait, sort de la tente une jeune fille raynonante qui se présente comme étant la princesse de Schamakha. Envoûté et ravi, il oublia la mort de ses fils, tandis qu'elle lui sourit et lui prit la main pour la conduire sous la tente, l'invitant à manger et se reposer sur un lit de brocart. Il y festoya une semaine durant.
Puis Dadon rentra chez lui avec son armée et sa nouvelle tsarine, précédé par la rumeur et accueilli par son peuple bruyant. En chemin, au milieu d'eux, il reconnut un homme à la barbe et au turban blancs, semblable à un cygne grisâtre : c'était le sage. Ce dernier vint lui rappeler sa promesse de récompense : il réclama la reine.
Outré, le tsar lui déclara qu’il y avait une limite à tout, et qu’il était pourtant prêt à donner beaucoup, y compris la moitié de son royaume, mais qu’il ne donnerait pas de jeune fille. Face à l'insistance de son interlocuteur, il le tua en le frappant au front avec son sceptre. Le peuple présent prit peur, alors que la jeune fille ria, déstabilisant le roi, qui sourit pourtant d'un air complice et tendre. Mais lorsqu'il rentra dans sa capitale, il tentendit un léger son. Devant toute la ville, comme s’il en avait reçu l’ordre, le coq d’or s’élança de son aiguille, s’envola vers le carrosse royal, se posa sur la tête de Dadon et lui donna des coups de becs dessus en agitant des ailes jusqu'à le tuer. En conséquence, le roi qui ne tint pas sa parole mourut. En même temps, la reine de Schamakha disparut comme par enchantement, comme si elle n’avait jamais existé. L'histoire conclue que tout conte est un mensonge qui cache une allusion ! Leçon aux bonnes gens.

## Analyse
Pouchkine a écrit ce conte en 1834 ; il a été publié pour la première fois dans la revue littéraire La Bibliothèque pour la lecture (volume IX, livre 16) en 1835. Bien qu'ils ne soient pas officiellement basés sur un conte de fées spécifique, un certain nombre d'histoires similaires ont été révélées plus tard par des chercheurs, la plus célèbre étant celle d'Anna Akhmatova dans son essai de 1933 Le dernier conte de fées de Pouchkine. Parmi les influences citées figurent :

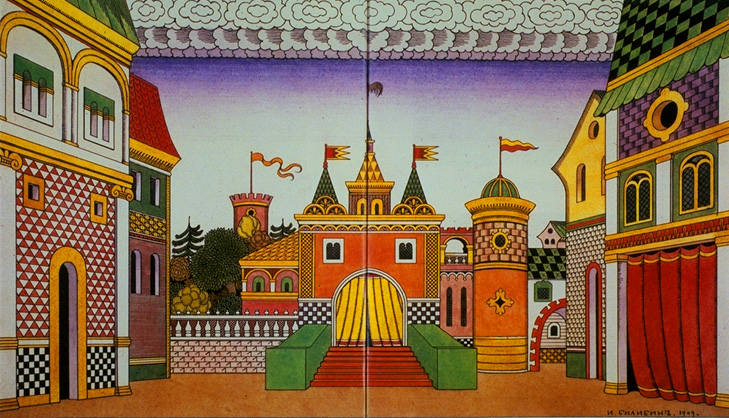
« Le royaume du tsar Dodon. Square de la ville ». Dessin de la scène pour l'acte II de l'opéra Le Coq d'or par Ivan Bilibine (1909).

- « Le royaume du tsar Dodon. Square de la ville ». Dessin de la scène pour l'acte II de l'opéra Le Coq d'or par Ivan Bilibine (1909).La légende de l'astrologue arabe[1] des Contes de l'Alhambra de Washington Irving ;
- Der goldene Hahn (1785) de Friedrich Maximilian Klinger ;
- Kaib (1792) d'Ivan Krylov.

À leur tour, tous empruntèrent à l'ancienne légende copte traduite pour la première fois par l'arabiste français Pierre Vattier en 1666 à partir du manuscrit de 1584 de la collection du cardinal Mazarin,,.

## Adaptations
- 1907 – Le Coq d'or, opéra de Nikolaï Rimski-Korsakov
- 1967 – Le Coq d'or, URSS, production du studio de cinéma Soyuzmultfilm, film d'animation populaire d'Alexandra Snezhko-Blotskaya[5]

## Galerie

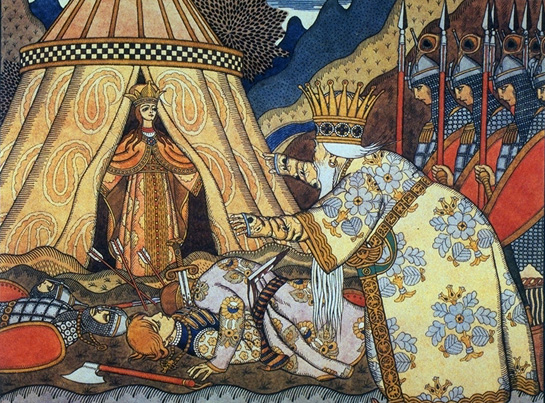
Le tsar Dadon rencontre la princesse de Schamakha. Illustration d'Ivan Bilibine, 1907
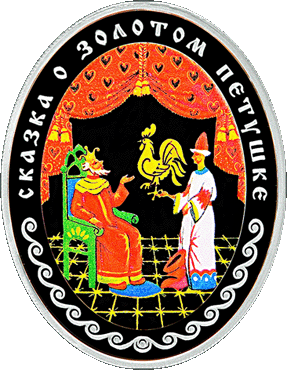
La Biélorussie et la communauté internationale, pièce commémorative « Le Coq d'or ». Banque nationale de la république de Biélorussie.
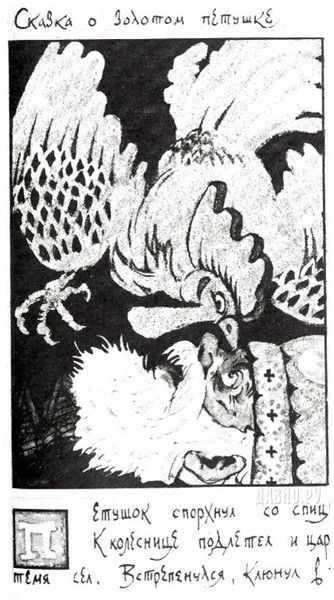
Le coq d'or agresse mortellement le roi. Dessin de Dmitri Moor, années 1940.
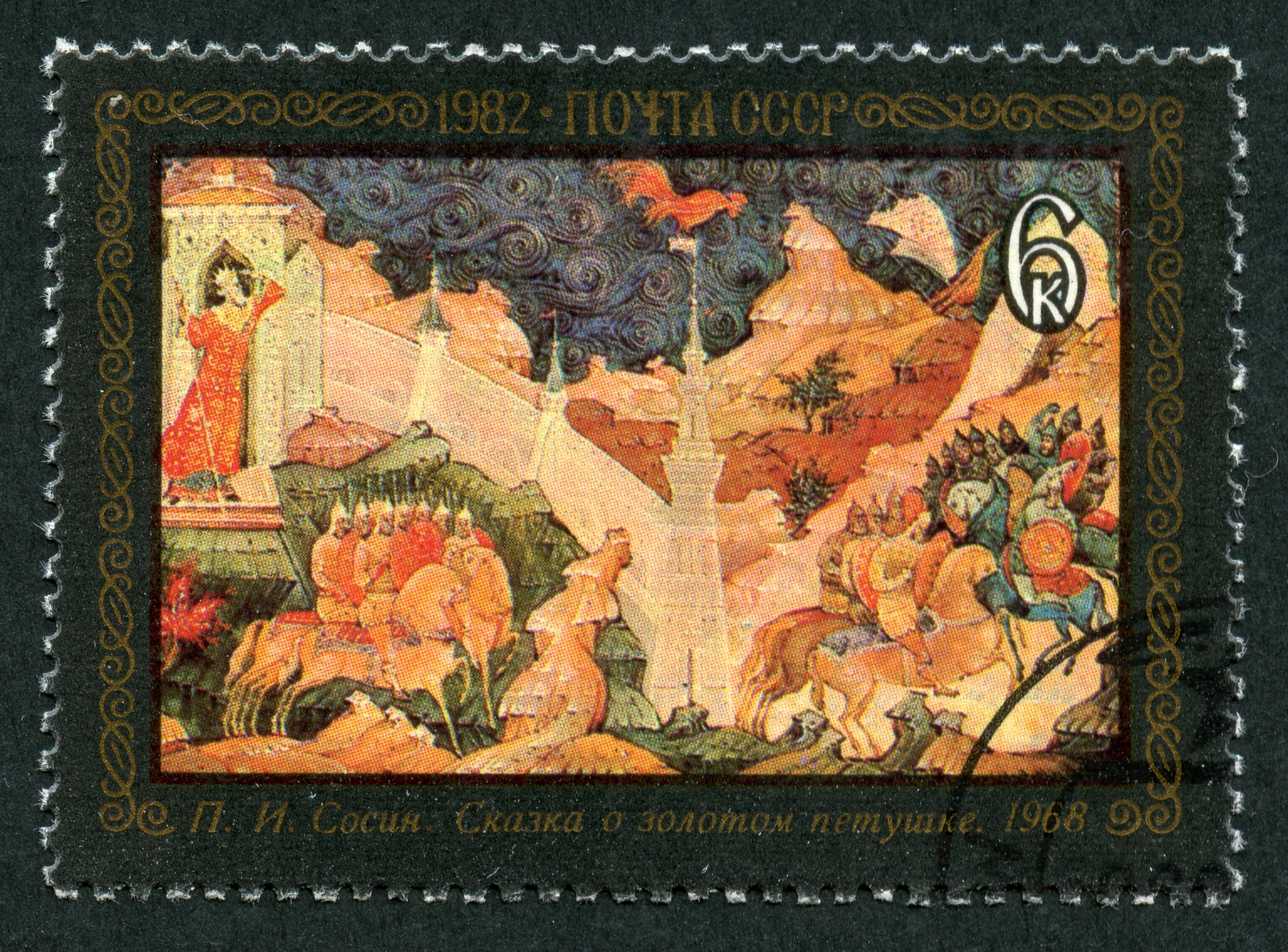
Timbre soviétique de 1982 figurant le roi repoussant ses ennemis grâce à son coq d'or.
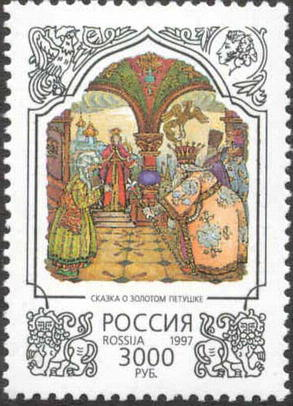
Timbre russe de 1997.